# Цел (Мозел)
Цел (њем. Zell) град је у њемачкој савезној држави Рајна-Палатинат. Једно је од 92 општинска средишта округа Кохем-Цел. Према процјени из 2010. у граду је живјело 4.226 становника. Посједује регионалну шифру (AGS) 7135092.

## Географски и демографски подаци
Цел се налази у савезној држави Рајна-Палатинат у округу Кохем-Цел. Град се налази на надморској висини од 100 - 200 метара. Површина општине износи 45,0 km². У самом граду је, према процјени из 2010. године, живјело 4.226 становника. Просјечна густина становништва износи 94 становника/km².

## Међународна сарадња
| Мјесто         | Држава    | Врста сарадње | Од    |
| -------------- | --------- | ------------- | ----- |
| Крепи ан Валоа | Француска | партнерство   | 1957. |
| Антоан         | Белгија   | партнерство   | 1957. |
| Извор          |           |               |       |